# Joseph Polchinski
Joseph Polchinski (White Plains, 16 de maio de 1954 - 2 de fevereiro de 2018) foi um físico estadunidense.

## Publicações
- Polchinski, Joseph (1998a), String Theory Vol. I: An Introduction to the Bosonic String, ISBN 0-521-63303-6, Cambridge University Press
- Polchinski, Joseph (1998b), String Theory Vol. II: Superstring Theory and Beyond, ISBN 0-521-63304-4, Cambridge University Press